# Дядо Благо
Стоян Стойков Русев, известен с псевдонима си Дядо Благо (изписване до 1945 година: Дѣдо Благо), е български учител и писател. Стоян Русев е един от основоположниците на детската литература у нас след Освобождението, всепризнат класик на българската детска гатанка. Той е член-основател на Дружеството на детските писатели в България (1928) и има голям принос за формирането на традициите на българската детска литература.

## Биография
Роден е в малкотърновското село Заберново, в многолюдно семейство, най-малкото от общо деветнадесет деца (18 братя и 1 сестра).
Завършва втори прогимназиален клас в Бургас, а гимназия – в Сливен. След това в продължение на 53 години работи като учител: първо в бургаските села Горица и Росен, а след 1889 година – в София. Наред с това се занимава със събирането на народни мъдрости и приказки, пословици, гатанки, басни, както и с описанието на народни обичаи като коледуване и сурвакане. Сам той е автор на много приказки, стихове, поговорки и скоропоговорки, възприемани като народни умотворения.
През 1889 година в Бургас е публикувана първата стихосбирка на Русев, „Звезда“, която съдържа лирически и епически стихотворения за възрастни. Това е единственият сборник с негови творби за възрастни, останалата част от творчеството му е посветена на децата. Стихосбирката е дело на печатаря Иван Кираджиев и е първата художествена творба, отпечатана в Бургас.
През същата година Стоян Русев се мести в София, където продължава да работи като учител в училищата „Братя Миладинови“ (1889 – 1900) и „Кирил и Методий“ (1900 – 1928) и до края на живота си сътрудничи на детски периодични издания. През 1896 година за първи път на български език превежда и публикува приказките на Братя Грим. Работи като редактор за списание „Градинка“ (1894 – 1897), списание „Росна китка“ (1905 – 1907), вестник „Славейче“ (1906 – 1910), вестник „Бисер“ (1931).
Издава сборника на Русев „Гатанки“ през 1926 година, под съставителството на Дора Габе и с илюстрации на Вадим Лазаркевич. През 1930 година е публикуван и сборникът му „Кръгосветче“, съдържащ приказки, гатанки, стихове, поговорки и басни. Година по-късно Русев отпечатва замисленото като периодично издание „Росна капка“. През 1933 г. като притурка на вестник „Земеделско знаме“ е издадено неговото вестниче „Земеделче“.
Стоян Русев използва различни псевдоними като Дядо Рою, Нанин, Рою, но най-често се подписва с псевдонима Дядо Благо, с който остава известен. За първи път този псевдоним използва през 1906 г. във вестник „Славейче“.
Дядо Благо е един от ревностните последователи на учението на Петър Дънов (Беинса Дуно) през периода 1925 - 1938 г.
Умира на 16 януари 1938 г. в София. В негова чест на площада в Малко Търново пред читалище „Просвета“ е издигнат паметник. Паметник има и в родното му село Заберново. Намира се близо до площада (мегдана) на селото.

## Произведения
- Сказания на двадесети век (1935)[7]